# Денкманн, Август
Август Денкманн (нем. Heinrich Wilhelm Martin August Denckmann; * 6 мая 1860 Зальцгиттер; † 7 марта 1925 Зигбург) — немецкий геолог и преподаватель университета.

## Биография и научная деятельность
Август Денкманн родился в Зальцгиттере. Его отцом был местный пастор и коллекционер окаменелостей Фридрих Людольф Денкманн; мать — Эмилия Майенберг.
Получив здесь начальное образование, Август поступил в гимназию Андреанум в Хильдесхайме. После её окончания в 1882 году он отправился в Гёттинген, чтобы изучать геологию в университете Георга Августа. Там он стал членом студенческого объединения, а затем и братства Хольцминда. После окончания университета он некоторое время работал ассистентом Эмануэля Кайзера в геологическом институте Марбургского университета. В 1883 году Денкманн становится помощником геолога Прусского государственного геологического института, постоянным сотрудником которого работал в 1888—1920 годах. Поднимаясь по карьерной лестнице, в 1898 году он стал окружным геологом, в 1901 году — государственным геологом, а в 1906 году — профессором с преподавательской должностью в Берлинской горной академии Берлинской горной академии. В 1920 году он был избран членом-корреспондентом Гёттингенской академии наук.
Каждый год с наступлением холодов, после летних исследовательских работ в Рейнских Сланцевых горах, Денкманн вместе с женой Кларой, урождённой Функе и единственным ребёнком Фолькмаром, возвращался в Берлин, главную резиденцию семьи, и работал там.
Работы Денкманна по геологии Гарца, Зауэрланда, Зигерланда, Виттгенштайна и Келлервальда носили новаторский характер. Его геологические исследования имели огромное практическое значение, особенно для горного дела своего времени.

## Основные научные работы
- Ueber die geognostischen Verhältnisse der Umgegend von Dörnten nördlich Goslar, mit besonderer Berücksichtigung der Fauna des oberen Lias / mit einem Anhang über den Bau des Kieles dorsocavater Falciferen. Göttingen 1886, Dissertation. (Digitalisat) (нем.)
- Der geologische Bau des Kellerwaldes. Kurze Erläuterungen zur geologischen Uebersichtskarte des Kellerwaldes 1:100 000. Berlin 1901. (нем.)
- Neue Beobachtungen über die tektonische Natur der Siegener Spateisensteingänge. Berlin 1912—1918. (нем.)
- Geologische Grundriß- und Profilbilder als Erläuterungen zur älteren Tektonik des Siegerlandes. Berlin 1914. (нем.)

## Членство
Август Денкманн стал членом Немецкого Палеонтологического общества в год его основания, в 1912 году.

## Почести и награды
- В 1915 году он был назначен тайным советником по горному делу Пруссии.
- В 1924 году получил степень почетного доктора Клаустальской горной академии.
- В Зигене установлен памятник Августу Денкманну.